# Бвахіт
Бвахіт (або Буахіт (англ. Buahit), Бачит(англ. Bachit), Буіхіт (англ. Buiheat) — вершина в горах Симєн в регіоні Амхара (Ефіопія). При висоті 4430, або 4437 м н.р.м. ця вершина є третьою серед найвищих гір Ефіопії і 13-тою, або 14-тою серед найвищих гір Африки. Вона розташована в 16 км на захід від найвищої ефіопської вершини Рас-Дашен, від якої її відділяє 1600-метрова ущелина.

## Виноски
1. ↑  Ethiopian Mapping Authority. 2010 National Statistics (Abstract): climate [Архівовано 2011-11-13 у Wayback Machine.], Table A.1. Central Statistical Agency website (accessed 5 October 2011)